# Мосалова, Юлия Игоревна
Ю́лия И́горевна Моса́лова (род. 7 февраля 1984) — российская спортсменка (шашки), Международный гроссмейстер (2005), гроссмейстер России (2006).

## Биография
Победительница первенств России по русским и международным шашкам. Бронзовый призёр чемпионатов мира, Европы и России по русским шашкам в различных программах.
Проживает в городе Калуга. Воспитанница СДЮШОР «Шашки русские» (Калуга). Тренер — Алексей Викторович Драгунов.
Вошла в список лучших спортсменов Калужской области 2005 года.